# Joe Gore
Joe Gore je americký rockový kytarista, hudební producent a skladatel. Hudbě se začal věnovat pod vlivem své matky, která hrála na klavír a kytaru. Gore nejprve začal hrát na klavír, ale v jedenácti letech přešel ke kytaře. Když mu bylo šestnáct let, zapsal se na UCLA, kde studoval kompozici u bulharského skladatele Henriho Lazarofa a filmovou hudbu u Davida Raksina. Než se však začal profesionálně věnovat hudební činnosti, pracoval jako redaktor časopisu Guitar Player.
Když jej potkal baskytarista Les Claypool, představil jej Tomu Waitsovi; Gore se mu zalíbil natolik, že jej poznal na nahrávání svého alba a v následujících letech hrál na několika dalších, mezi které patří Bone Machine (1992), Mule Variations (1999) nebo Blood Money (2002). Během své kariéry spolupracoval i s mnoha dalšími hudebníky, mezi které patří například PJ Harvey, Tracy Chapman, John Cale nebo DJ Shadow.

## Diskografie
- Dance Afro-Beat (Orlando Julius, 1984)
- Night on Earth (Tom Waits, 1992)
- Bone Machine (Tom Waits, 1992)
- The Black Rider (Tom Waits, 1993)
- Dressing for Pleasure (Jon Hassell, 1994)
- To Bring You My Love (PJ Harvey, 1995)
- Highball with the Devil (Les Claypool and the Holy Mackerel, 1996)
- Trip Tease: The Seductive Sounds of Tipsy (Tipsy, 1996)
- Plays Mancini (Oranj Symphonette, 1996)
- Wanderlust (Action Plus, 1997)
- Slide (Lisa Germano, 1998)
- Is This Desire? (PJ Harvey, 1998)
- Mule Variations (Tom Waits, 1999)
- Black River Falls (Cathal Coughlan, 2000)
- Bueninvento (Julieta Venegas, 2000)
- Useful Music (Josh Joplin Group, 2000)
- La toilette des étoiles (Belle Chase Hotel, 2000)
- The Invisible Man (Mark Eitzel, 2001)
- Uh-Oh! (Tipsy, 2001)
- Souljacker (Eels, 2001)
- Blood Money (Tom Waits, 2002)
- Alice (Tom Waits, 2002)
- Let It Rain (Tracy Chapman, 2002)
- HoboSapiens (John Cale, 2003)
- Stories of a Stranger (O.A.R., 2005)
- Where You Live (Tracy Chapman, 2005)
- Blinking Lights and Other Revelations (Eels, 2005)
- Orphans: Brawlers, Bawlers & Bastards (Tom Waits, 2006)
- The Outsider (DJ Shadow, 2006)
- Our Bright Future (Tracy Chapman, 2008)
- Dawn Remembers (Rich Shapero a Maria Taylor, 2011)
- Songs from the Big Wheel (Rich Shapero a Marissa Nadler, 2013)
- If You're a Boy or a Girl (Elettrodomestico, 2017)